# Begonia macduffieana
Espèce
Begonia macduffieana est une espèce de plantes de la famille des Begoniaceae. Ce bégonia est originaire du Brésil. L'espèce fait partie de la section Gaerdtia. Elle a été décrite en 1985 par Lyman Bradford Smith (1904-1997) et Bernice Giduz Schubert (1913-2000). L'épithète spécifique macduffieana signifie « de McDuffie », en hommage à E.T. McDuffie, récolteur de l'isotype en 1973 au Pará, en Amazonie.  

## Répartition géographique
Cette espèce est originaire du pays suivant : Brésil.